# Distrito de Rin-Lahn
El distrito de Rin-Lahn es uno de los veinticuatro distritos del estado alemán de Renania-Palatinado. Está ubicado en la zona este del estado, a la orilla derecha del río Rin que forma toda su frontera occidental; el otro río importante del distrito es el Lahn, que fluye por el norte hasta desembocar en el Rin.
Tiene una población a finales de 2016 de 122 553 habitantes, una densidad poblacional de 160 hab/km² y una superficie de 782 km². Su capital es la ciudad de Bad Ems. Dentro del distrito se encuentran los municipios de Schönborn y Seelbach.